# Fußball-Oberliga 2004/05
Die Saison 2004/05 der Oberliga war die elfte Saison der Oberliga als vierthöchste Spielklasse im Fußball in Deutschland nach Einführung der zunächst viergleisigen – später drei- und zweigleisigen – Regionalliga als dritthöchste Spielklasse zur Saison 1994/95.
Die Oberliga Nord wurde erstmals seit der Saison 1993/94 wieder als eingleisige Liga ausgespielt.

## Oberligen
- Oberliga Baden-Württemberg 2004/05
- Bayernliga 2004/05
- Oberliga Hessen 2004/05
- Oberliga Nord 2004/05
- Oberliga Nordost 2004/05 in zwei Staffeln (Nord und Süd)
- Oberliga Nordrhein 2004/05
- Oberliga Südwest 2004/05
- Oberliga Westfalen 2004/05

## Aufstieg zur Regionalliga Nord

### Oberliga Nordost
Der Tabellenzweite der Staffel Nord, MSV Neuruppin, und der Tabellenerste der Staffel Süd, FC Carl Zeiss Jena, spielten nach Beendigung der Saison in zwei Spielen den Aufsteiger in die Regionalliga aus. Das Hinspiel in Neuruppin gewann Jena mit 2:0, ebenso das Rückspiel mit 2:1. Jena sicherte sich durch die zwei Siege den Regionalliga-Aufstieg.
Die Amateure von Hansa Rostock verzichteten als Sieger der Staffel Nord an den Relegationsspielen teilzunehmen. Dadurch war Neuruppin nachgerückt.
| Datum      |               | Gesamt |                    | Hinspiel  | Rückspiel |
| ---------- | ------------- | ------ | ------------------ | --------- | --------- |
| 29.5./4.6. | MSV Neuruppin | 1:4    | FC Carl Zeiss Jena | 0:2 (0:2) | 1:2 (0:2) |